# Cernîk, Svaleava
Cernîk (în ucraineană Черник) este un sat în comuna Stroine din raionul Svaleava, regiunea Transcarpatia, Ucraina.

## Demografie
Componența lingvistică a localității Cernîk
     Ucraineană (99,29%)
     Alte limbi (0,71%)
Conform recensământului din 2001, majoritatea populației localității Cernîk era vorbitoare de ucraineană (99,29%), existând în minoritate și vorbitori de alte limbi.